# روح‌شده (فیلم ۲۰۲۳)
روح‌شده (به انگلیسی: Ghosted) یک فیلم کمدی اکشن-ماجراجویی عاشقانهٔ آمریکایی محصول ۲۰۲۳ به کارگردانی دکستر فلچر است. این فیلم توسط اسکای‌دنس مدیا تولید شده و کریس ایوانز و آنا د آرماس در آن نقش‌آفرینی می‌کنند.
روح‌شده در ۲۱ آوریل ۲۰۲۳ توسط اپل تی‌وی پلاس منتشر شد. این فیلم نقدهای منفی از سوی منتقدان دریافت کرد.

## خلاصه داستان
این فیلم داستان پسری را روایت می کند که یک روز را با یک دختر می گذراند و آن دختر بعد از آن روز به طور کامل ارتباطـش را با او قطع میکند.ولی از جایی که پسر عاشق او شده بود به دنبالش میرود و طی حوادث عجیب و غریب دختر اورا پیدا میکند و متوجه میشود که او یک شخصیت مهم است و...

## بازیگران
- کریس ایوانز در نقش کول تارنر[۲]
- آنا د آرماس در نقش سیدی رودز[۲]
- آدرین برودی در نقش لِوِک[۲]
- مایک مو در نقش واگنر[۲]
- تیم بلیک نلسون در نقش بوریسلو[۲]
- مروان کنزاری در نقش مارکو[۲]
- انا دیویر اسمیت در نقش کلاودیا[۲]
- لیزی برادوی در نقش متی[۲]
- مصطفی شاکر در نقش مونته جکسون[۲]
- ایمی سداریس[۲]
- تیت داناوان[۲]

## تولید
در اوت ۲۰۲۱، کریس ایوانز و اسکارلت جوهانسون برای بازی در فیلم وارد مذاکره شدند، فیلمی که توسط فیلمنامه‌نویسان پال ورنیک و رت ریس به اسکای‌دنس مدیا ارائه شد و دکستر فلچر نیز کارگردان آن بود. جوهانسون در دسامبر ۲۰۲۱ مجبور شد به دلیل یک درگیری در برنامه‌ریزی از فیلم خارج شود که منجر به انتخاب آنا د آرماس به جای او شد. آدرین برودی در فوریه ۲۰۲۲ به بازیگران پیوست. مایک مو، ایمی سداریس، تیم بلیک نلسون و تیت داناوان در ماه مارس اضافه شدند.
فیلمبرداری طبق اعلام فلچر در ۱۴ فوریه ۲۰۲۲ آغاز شد، که آتلانتا و واشینگتن، دی.سی. به عنوان مکان‌های فیلمبرداری اعلام شد و در ۱۲ مه ۲۰۲۲ به پایان رسید.

## انتشار
این فیلم در ۲۱ آوریل ۲۰۲۳ توسط اپل تی‌وی پلاس منتشر شد.

## بازخورد منتقدان
در وبگاه جمع‌آوری نقد راتن تومیتوز، ٪۳۱ از ۶۱ بررسی منتقدان مثبت است، و میانگینِ امتیاز آن ۴٫۳/۱۰ است. اجماع این وبگاه چنین می‌نویسد: «در حالی که روح‌شده بی‌حالانه میان اکشن، کمدی و عاشقانه شناور است بدون اینکه به کلیتی رضایت‌بخش تبدیل شود، گروهی هم‌سرا از صدای اعتراض به‌دست می‌آورد.» این فیلم در متاکریتیک که از میانگین وزنی استفاده می‌کند، بر اساس نظر ۲۵ منتقدین امتیاز ۳۴ از ۱۰۰ را کسب کرده که نشان‌گر «نقدهای عموما نامطلوب» است.
بنجامین لی در گاردین از فیلم و همچنین عدم وجود جاذبه و احساس بین د آرماس و ایوانز انتقاد کرد.

### یادداشت
1. ↑  در زبان عامیانه به معنای ترک‌شده «Ghosting»: هنگامی که فردی ارتباطات خود را با شخصی بدون هیچ هشدار یا اخطار قبلی قطع می‌کند.[۱] همچنین ببینید: Ghosting (behavior) در ویکی‌پدیای انگلیسی